# Бойкот России и Беларуси
Бойко́т Росси́и и Белару́си — ограничения на торговлю, предоставление услуг и ограничение или отмена партнёрских отношений с Россией (иногда Беларусью) из-за вторжения России на Украину в 2022 году и связанных с ним санкций.
По состоянию на 6 августа 2022 более 1000 крупных компаний объявили о приостановке деятельности в России, включая компании тяжёлой промышленности. Тридцать шесть компаний из 15 стран, которые по состоянию на 26 августа 2023 года продолжают деятельность в России, внесены украинским Национальным агентством по предотвращению коррупции в список международных спонсоров войны.

## Обзор
С рынка России с момента начала вторжения ушли многие международные коммерческие компании. В целом предпринимательская деятельность или инвестирование в Россию многих компаний оказались пересмотрены. Некоторые рабочие связи с государственными компаниями из России прекращались. Самосанкции коммерческих компаний (англ. self-sanctioning from business) направлены на уменьшение деятельности в России и прекращение инвестиционных программ. Выстраивая дальнейшую стратегию поведения, компании оценивают политические риски и ожидания своих потребителей. Некоторые компании быстро отреагировали на вторжение и прекратили всякую экономическую деятельность с российскими компаниями, несмотря на убытки (например, BP).
Также опасения компаний, которые не поддержали бойкот и продолжают свою деятельность в России, вызываются усиливающимся давлением на них международного сообщества и критикой работы этих компаний в стране, где нарушаются права человека. Какая-то часть интернациональных компаний осталась в России. Среди причин этого выделяют нежелание отказываться от инвестиций и риск потери бизнеса в России, которые превышают репутационные потери, когда 3/4 американцев осуждают такое решение. Лидерами бойкота среди компаний выступили предприятия тяжёлой промышленности и технологические компании.
По данным издания The Times of Israel, санкции и бойкот со стороны частных и государственных корпораций оказались наиболее значительными в истории. Сотни фирм либо приостановили, либо полностью прекратили свою деятельность в России, либо ограничили предоставление услуг, чтобы сохранить репутацию, несмотря на то, что это негативно влияет на эти компании и приводит к повышению цен на Западе.
29 марта сотрудник министерства торговли США Мэттью Борман (англ. Matthew Borman) сообщил, что не только союзные США европейские страны соблюдают санкции в отношении России, но и азиатский регион начал вводить финансовые санкции и экспортный контроль. Компании из Азии присоединяются к санкциям по причине опасения из-за ограничения экспорта, потенциальных штрафах и уголовных санкций со стороны США. Переговоры США и Министерства торговли Китая в Вашингтоне прояснили позицию США о доле американских комплектующих и технологий, которая не должна превышать 25 % стоимости экспортного товара.

## Банковское дело и финансы
- 2 марта Всемирный банк прекратил всю деятельность в России[8].
- Mastercard (1 марта) и Visa (2 марта) приостановили свою деятельность в России. По картам Visa и Mastercard, выпущенным российскими банками, стало невозможно расплатиться за рубежом и оплатить покупки в иностранных онлайн-магазинах и сервисах[9].
- 3 марта губернатор штата Нью-Йорк Кэти Хокул предписала всем агентствам штата вывести средства из России[10].
- 28 февраля австралийский Фонд будущего[англ.] объявил, что избавится от всех российских активов на сумму 200 000 000 австралийских долларов[11], в то время как 3 марта правительство Нового Южного Уэльса избавилось от активов на сумму 75 000 000 австралийских долларов в своём Фонде поколений Нового Южного Уэльса[12].
- Австралийские пенсионные компании Aware Super[англ.] (1 марта) и Australian Retirement Trust[англ.] (3 марта) исключили все российские активы из своего портфеля[13][14].
- 27 февраля Государственный пенсионный фонд Норвегии продал российские активы 47 компаний на сумму 25 000 000 000 крон[15]. Тем не менее он объявляет, что его стоимость, вероятно, составляет всего 2 500 000 000 крон, и они были «в значительной степени списаны»[16].
- 1 марта инвестиционные компании Legal & General, Abrdn[англ.] и National Employment Savings Trust[англ.] продали все свои российские акции[17].
- 2 марта товарно-сырьевая компания Trafigura заморозила все российские активы, в том числе свою долю в возглавляемом компанией Роснефть проекте «Vostok Oil»[18].
- 28 февраля Citigroup объявила, что хочет продать свою долю в 10 000 000 000 долларов США, связанную с российскими кредитами, государственным долгом и другими активами[19].
- 28 февраля Англиканская церковь объявила о продаже российских активов на сумму 20 000 000 фунтов стерлингов и запретила любые дальнейшие инвестиции в Россию[20].
- 3 марта в Хорватии Hrvatska poštanska banka[англ.] купил Сбербанк Хорватии, и он будет переименован в Nova hrvatska banka (Новый хорватский банк)[21][22].
- 10 марта Western Union приостановил работу в России и Беларуси.
- Всемирный экономический форум заморозил все отношения с российским структурами.
- 10 марта BDO International запретила фирмам-членам работать с какими-либо российскими и белорусскими организациями, попавшими под санкции, в частности российским и белорусским правительством, российскими и белорусскими государственными предприятиями, и физическими лицами, попавшими под санкции. Кроме того, она исключила BDO Беларусь из своей глобальной сети[23].
- 30 марта нидерландский банк Rabobank объявил об уходе из России[24].
- 1 апреля лондонская биржа металлов (LME) запретила размещать металлы из России со складов в Великобритании, в том числе железная руда, медь, железо, алюминий, никель, серебро, сталь и свинец[25].
- По сообщению Reuters, российские подразделения крупных банков, таких как Citi и Raiffeisen Bank International, начали наём сотрудников в этом месяце после того, как российские власти предприняли меры, чтобы заблокировать их выход с российского рынка[26].

## Технологии
- 1 марта Apple объявила о приостановке продажи продукции в России[27], но уже 3 марта магазины по продаже техники Apple из сети restore: возобновили работу[28]. Онлайн-магазин на сайте Apple перестал работать в России[29].
- 1 марта шведская компания Ericsson, лидер на российском рынке телекоммуникационного оборудования, приостановила поставки своей продукции на российский рынок[30][нет в источнике].
- 2 марта Oracle приостановила все операции в России[31].
- 3 марта SAP приостановил продажи в России[31]. За 5 лет до этого доля компании на российском рынке спустилась с 49 % до 11 %[32].
- 4 марта Autodesk (разработчик софта для строительства и машиностроения AutoCAD и инструмента для 3D-моделирования 3ds MAX) приостановил свою работу в России. В 2020 году компания занимала третье место среди зарубежных поставщиков систем автоматизированного проектирования в стране, сумма закупок её продукции на госзакупках составила 320 млн руб.[33]
- 3 марта Snapchat прекратил показ рекламы в России, Беларуси и на Украине и приостановил продажу рекламы[34].
- 1 марта регистратор доменов NameCheap[англ.] заявил о прекращении предоставления услуг пользователям из России. Кроме того, хостинг WordPress, личная электронная почта и некоторые другие услуги перестали быть доступны для национальных доменных зон Беларуси и России[35].
- Онлайн-коннектор ApiX-Drive полностью прекратил работу с пользователями из России[35].
- 4 марта Google приостановил продажу рекламы на своих сервисах в России и прекратил лицензирование российских смартфонов на Android[36][37][38].
- 4 марта MikroTik (латвийский производитель маршрутизаторов) прекратил поставки своей продукции в Россию и Беларусь[39].
- 4 марта SEO-площадка Ahrefs запретила посещать сайт пользователям из Беларуси и России[40].
- 2 марта General Electric временно вышла с российского рынка[41][42].
- 7 марта IBM, а затем и принадлежащая ей с 2019 года компания Red Hat (крупнейший разработчик Linux-дистрибутивов), ушли с российского рынка[43].
- 11 марта LINX прекратил маршрутизацию трафика AS российских интернет-провайдеров «Ростелеком» и «Мегафон»[44].
- 7 марта американская компания Nvidia (крупнейший разработчик графических процессоров) отказалась работать на российском рынке[45][нет в источнике].
- 11 марта российский рынок покинули разработчики антивирусов ESET и принадлежащие NortonLifeLock Norton и Avast. Avast также ушла с рынка Беларуси, а своим подписчикам с Украины предоставила бесплатное продление лицензий[46].
- Японская технологическая корпорация Fujitsu приостановила поставки в Россию[38].
- 5 марта Adobe приостановила новые продажи в России, в стране официально не будут доступны программы вроде Premiere Pro, Photoshop, Lightroom, владельцы подписок смогут пользоваться редакторами и другими программами до завершения срока, но продлить их будет нельзя. Adobe заблокировали доступ к своим облачным хранилищам российским государственным СМИ. В последнем случае речь идёт о Adobe Creative Cloud, Adobe Document Cloud и Adobe Experience Cloud[47].
- Также свою деятельность в России остановили TSMC, Intel, AMD, Cisco, Panasonic[48].
- Приостановка обработки платежей в рублях зафиксирована на игровом сервисе GOG.com, Valve ограничила возможность оплаты покупок в Steam. Игровая корпорация «Electronic Arts» заявила о намерении убрать российские команды из FIFA 22, FIFA Online, FIFA Mobile, а также NHL 22. Bloober Team снимает свои игры с продажи в России. Nintendo временно закрыла доступ к eShop, отложила релиз Chocobo GP (плановый выход — 10 марта) и Kirby (плановый выход — 25 марта). Microsoft приостановила продажи своих продуктов и предоставление услуг в России, в том числе в цифровом магазине Microsoft Store[49]. CD Projekt остановили продаж на территории России как физические, так и цифровые копии[50]. Supercell остановила скачивание своих игр Brawl Stars, Clash Royale и других в России и Беларуси, а также пообещала при обновлении закрыть доступ действующим игрокам[51].

## Транспорт

Страны, запретившие российским авиакомпаниям летать в своём воздушном пространстве, отмечены голубым цветом

- 2 марта Airbus приостановил поддержку российских авиакомпаний и отменил услуги, предоставлявшиеся Инженерным центром Airbus в России[52].
- 7 марта Boeing приостановил «крупную деятельность» в России, включая поддержку российских авиакомпаний[52].
- 25 февраля — 6 марта: Албания, Великобритания, Европейский союз (27 стран), Исландия, Канада, Республика Косово, Молдова, Норвегия, Северная Македония, Соединённые Штаты, Украина (с 2015 года), Черногория и Швейцария закрыли своё воздушное пространство для всех российских авиакомпаний и зарегистрированных в России частных самолётов[53]. В ответ Росавиация закрыла полное российское воздушное пространство для всех авиакомпаний и зарегистрированных частных самолётов из следующих стран и территорий: Албания, Великобритания (включая Ангилью, Британские Виргинские острова, Гибралтар, Джерси), Европейский союз (27 стран),  Гренландия, Исландия, Канада, Норвегия и Швейцария[54][55][56][57][58].
- 25 февраля Delta Air Lines приостановила код-шеринговое сотрудничество с российской авиакомпанией Аэрофлот[59].
- 3 марта Embraer объявила о прекращении поставок запчастей и самолётов в Россию[60].
- 27 февраля UPS и FedEx объявили о приостановке поставок в Россию и Украину[61].
- 1 марта Maersk, MSC, CMA CGM, Hapag-Lloyd и Ocean Network Express[англ.] приостановили все контейнерные перевозки в Россию, за исключением основных пищевых продуктов, медикаментов и гуманитарной помощи. Это 5 из 6 крупнейших контейнерных судоходных компаний мира (шестая, китайская COSCO, не прекратила перевозок)[62][63][64].
- 27 марта прекращено движение высокоскоростных пассажирских поездов Allegro, курсировавших по маршруту Хельсинки (Центральный вокзал) — Санкт-Петербург (Финляндский вокзал). В августе финский оператор VR Group списал все поезда Allegro, связанные с восточным направлением, и запасные части к ним на общую сумму 45,4 млн €, что следует из финансового отчёта VR по итогам первого полугодия. Также группа объявила о намерении продать свои ассоциированные и дочерние компании, связанные с восточными грузовыми перевозками[65].

## Промышленность и строительная техника
- 6 марта производитель строительного оборудования JCB приостановил все операции, включая экспорт машин и запасных частей[66]. Также в марте приостановили поставки продукции в Россию производители строительной техники Hitachi и Komatsu.
- 30 марта российско-французская компания PowerJet (по 50 % у Safran Aircraft Engines и «ОДК-Сатурн» госкорпорации «Ростех»), выпускающая двигатели SaM146 для самолёта Superjet 100, из-за санкций прекратила их техобслуживание и ремонт[67].
- В марте финская строительная компания YIT Corporation приняла решение о прекращении своей деятельности в России. С мая российское подразделение компании — АО «ЮИТ Санкт-Петербург» — входит в состав группы «Эталон»[68].
- 20 апреля индийская сталелитейная компания Tata Steel прекратила сотрудничество с Россией[69].

## Потребительские товары

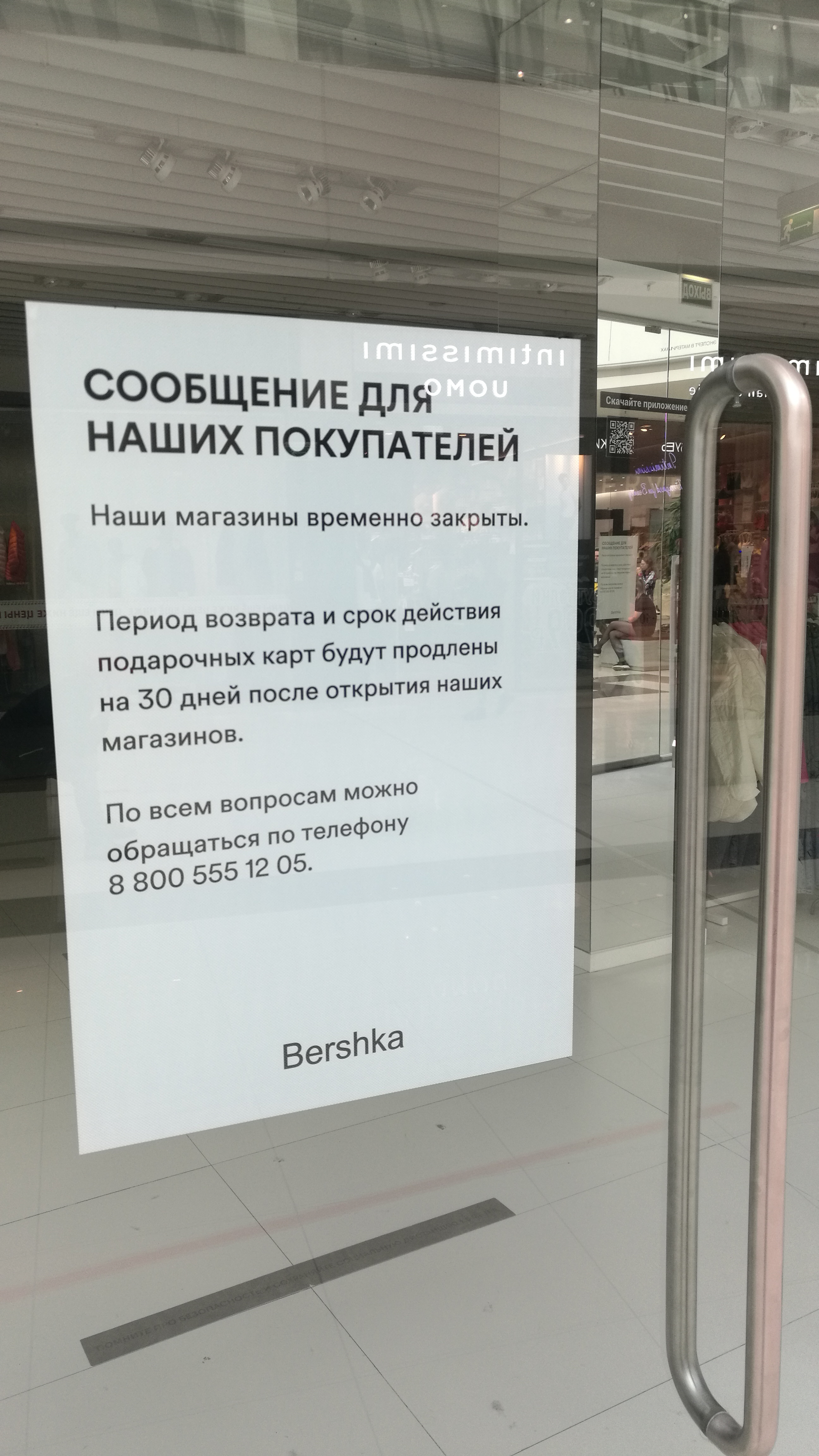
Объявление о временном закрытии магазинов Bershka в ТЦ «Кристалл». Тюмень, 22 апреля 2022 года

- 28 февраля производители автомобилей Ford, General Motors, Jaguar, Volvo и Renault приостановили все продажи и операции в России[70][71]. Honda приостановила весь экспорт в Россию, а Toyota 3 марта объявила о прекращении производства на своём заводе в Санкт-Петербурге и прекращении всех поставок в Россию. 28 февраля Mazda приостановила поставки запчастей в Россию, а Mitsubishi Motors оценила риски работы в России[72]. В начале марта Mercedes-Benz прекратил экспорт и производство в России[73]. Поставки автомобилей и мотоциклов прекратила Suzuki[74]. Было остановлено производство на заводах концерна Volkswagen[75]. Škoda Auto также приостановил деятельность в России[76]. Renault 16 мая 2022 продали часть компании Renault Russia АвтоВАЗу[77]. По информации немецкого издания Die Zeit, летом 2024 году в России начались продажи автомобилей Jetta - созданных для Китая аналогов моделей Volkswagen, о чём официально заявила Jetta Motors[78].
- 28 февраля производитель грузовых автомобилей Daimler Truck Holding AG прекратил свою деятельность в России и пересмотрел отношения с КамАЗом[71].
- 1 марта Adidas приостановил сотрудничество с Российским футбольным союзом[79].
- 1 марта американский бренд спортивной одежды Nike принял решение свернуть бизнес в России и остановил поставки своей продукции, но уже 11 марта все магазины Nike в России продолжили работу. 25 мая Nike объявил об уходе из России, но при этом продолжил принимать заказы от российских клиентов[80][81].
- 2 марта шведская компания H&M, крупнейшая в Европе розничная сеть магазинов одежды, приостановила все продажи в России, включая интернет-магазин. 18 июля компания, работавшая в России с 2009 года, объявила, что окончательно уходит с российского рынка.
- 2 марта испанская сеть Mango приостановила продажи в России. Также доставку в Россию отменили британские интернет-магазины одежды ASOS и Boohoo.com[англ.][82], онлайн-магазины одежды Mr. Porter, Yoox, Net-a-Porter, Matchesfashion и Mytheresa.
- 3 марта IKEA приостановила работу своих магазинов в связи с санкциями. В середине июня компания заявила о продаже своих заводов в стране. 27 июня компания начала распродажу оставшихся на складах товаров для своих сотрудников, что вызвало в интернете и соцсетях всплеск запросов о закупках товаров через посредников. 1 июля началась общедоступная онлайн-распродажа, вызвавшая перебои в работе онлайн-магазина из-за высокого спроса среди покупателей. Несмотря на закрытие самих магазинов «ИКЕА», торговые центры «Мега», владельцем которых также являлась Ingka Centres, продолжили работу. В 2021 году продажи IKEA в России составляли 4 % от её мирового оборота (1,8 млрд долларов), и Россия была десятым по объёму рынком среди 31 страны, где была представлена компания[83].
- О приостановке деятельности в России объявил датский мебельный ритейлер JYSK, были закрыты все 13 российских магазинов[84].
- 3 марта Dell приостановил продажи всей своей продукции в Россию[85].
- 3 марта производитель мотоциклов Harley-Davidson приостановил свою деятельность в России[71].
- 5 марта испанская компания Inditex, владеющая такими брендами, как Zara, Zara Home, Massimo Dutti, Oysho, Bershka, Pull & Bear и Stradivarius, объявила о закрытии всех магазинов в России и приостановке онлайн-торговли. Позднее стало известно, что ретейлер решил продлить договоры аренды своих магазинов в торговых центрах до начала 2023 года.
- В начале марта деятельность в России прекратила компания «Swarovski»[86].
- 5 марта приостанавливают деятельность в России французские компании, специализирующиеся на продажах товаров класса люкс: Cartier, Chanel, Hermès, LVMH (владелец таких брендов, как Dior, Givenchy, Guerlain, Chaumet, Louis Vuitton, Moët & Chandon, Hennessy) и Kering (владелец таких брендов, как Gucci, Saint Laurent, Balenciaga, Bottega Veneta, Brioni, Alexander McQueen).
- 7 марта ретейлер косметики и парфюмерии Sephora сообщил о закрытии магазинов и прекращении онлайн-продаж в России. Позднее стало известно, что Sephora также продаёт принадлежащую ей российскую розничную сеть «Иль Де Боте» (88 магазинов по всей стране на 1-й квартал 2022 года).
- 8 марта международная торговая сеть магазинов строительных и хозяйственных товаров OBI заявила о намерении закрыть 27 гипермаркетов в России и уйти с российского рынка. В конце июля российский бизнесмен Йозеф Лиокумович купил российский филиал OBI за 600 млн рублей.
- 17 марта компания Pirelli приостановила инвестиции в России и ограничила работу своих заводов в стране[87].
- Whirlpool Corporation, которой принадлежат бренды бытовой техники Indesit и Hotpoint, в марте сократила свои поставки. 27 июня компания объявила об уходе из России и продаже своего бизнеса турецкой компании Arçelik.
- Также в марте приостановили свои инвестиции и приём заказов производители бытовой техники Toshiba, LG Electronics, Samsung и Bosch. В апреле глава Bosch Штефан Хартунг заявил, что не хочет полностью уходить с российского рынка, но значительно сократит здесь свой бизнес.
- 23 марта французская фармкорпорация Sanofi ограничила коммерческую деятельность и клинические испытания на территории РФ и Беларуси, в частности, отказалась от расходов на рекламу и маркетинг продукции[88].
- 29 марта американская компания Johnson & Johnson объявила, что прекращает поставки средств личной гигиены в Россию[89], инвестиции и клинические исследования[90].
- В конце марта швейцарский производитель сантехники Geberit прекратил свою деятельность в России.
- 8 апреля тайваньская компания по производству электроники Acer приостановила деятельность в России[91].
- 20 апреля химический концерн «Henkel» заявил об уходе с российского рынка[92], продажа активов состоялась в начале 2023 года[93].
- 25 мая британский производитель одежды Marks & Spencer объявил об уходе из России[94].
- В конце июня об уходе с российского рынка объявили финские производители лакокрасочной продукции Tikkurila Oyj и Teknos Group Oy.
- 28 июня французский бренд Michelin заявил об уходе из России. Также стало известно, что японские производители автозапчастей IHI и шин Yokohama Rubber приостановят своё производство.
- 12 июля Lego, крупнейший производитель игрушек на мировом рынке, решил уйти с российского рынка. Компания объявила о разрыве контракта с Inventive Retail Group, управлявшей магазинами бренда в России (81 магазин на начало 2022 года).
- 12 июля британская косметическая сеть Lush решила закрыть все свои магазины после 20 лет работы в России.

### Пищевые продукты

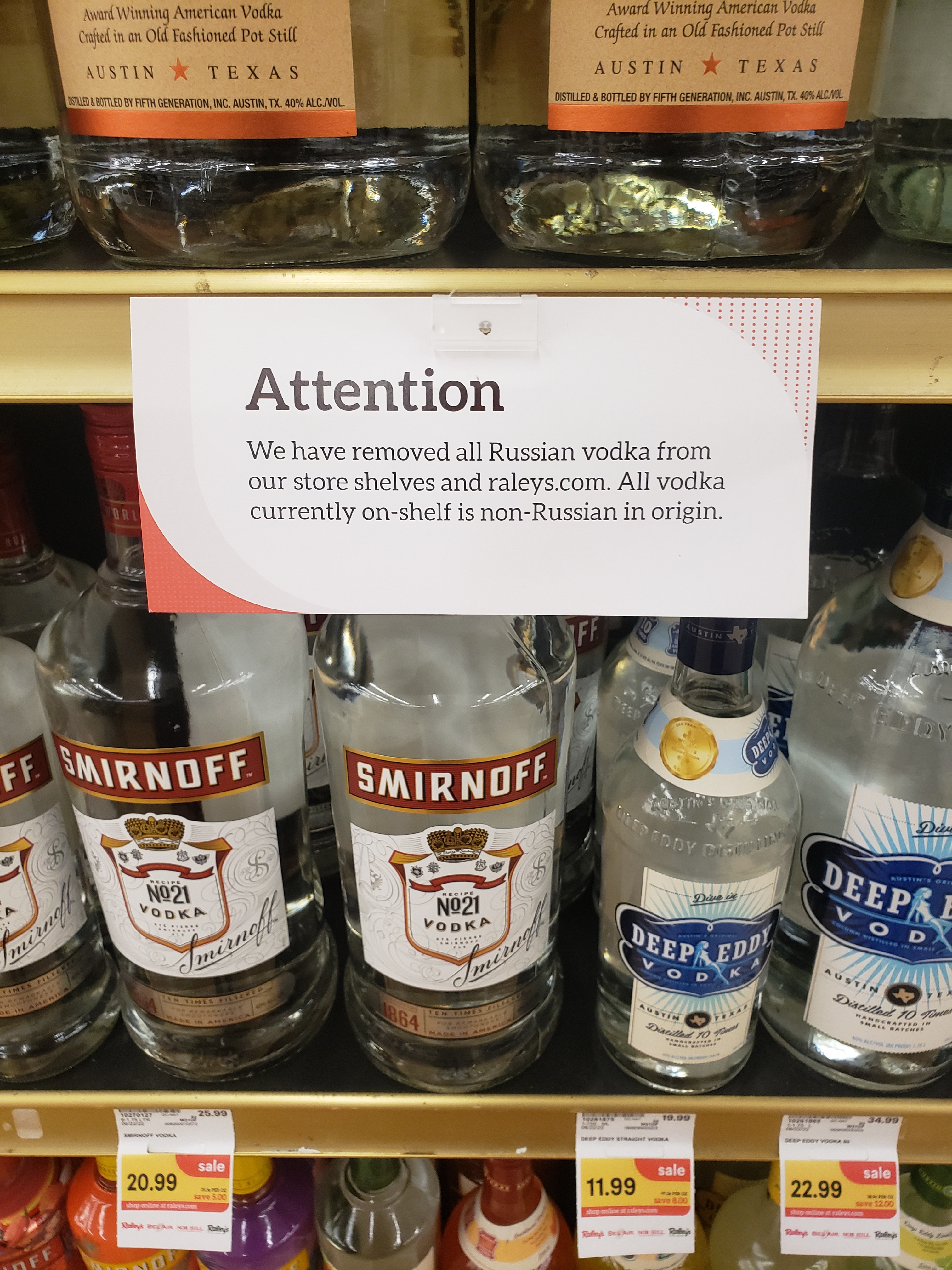
Ритейлеры по всему миру убрали со своих складов товары российского производства из-за вторжения либо добровольно, либо в результате санкций

- 1 марта Fonterra, один из крупнейших в мире производителей молочной продукции из Новой Зеландии, приостановил поставки всей своей молочной продукции в Россию[95].
- В начале марта приостановил поставку продукции в Россию британский производитель алкоголя «Diageo» (пиво Guinness, водка Smirnoff, виски White Horse, ликёр Baileys)[96].
- 6 марта финский производитель продуктов питания Oy Karl Fazer Ab объявил об уходе с российского рынка. 27 марта Fazer запланировал сменить юридическое наименование компании на ООО «Хлебный дом», чтобы продолжить работу на территории России. 29 апреля булочно-кондитерский холдинг «Коломенский» приобрёл российское подразделение Fazer.
- 7 марта финская молочно-промышленная компания Valio Ltd. объявила об уходе с российского рынка. В апреле российское подразделение, включая сырзавод в Ершове и права на бренд «Виола», проданы российской мясопромышленной компании «Велком».
- 8 марта Starbucks объявила о временном закрытии своих кофеен в России, а 23 мая сообщила о полном уходе с российского рынка[97][98]. Всего в России было 130 предприятий Starbucks, в которых работало 2 тысячи сотрудников. 30 июля кофейни были приобретены ресторатором Антоном Пинским и Тимати и 18 августа открылись под названием «Stars Coffee».
- 9 марта PepsiCo ограничила свои продажи в России товарами первой необходимости[99]. Компания прекратила свою рекламную деятельность в стране и остановила продажу напитков Pepsi, 7 Up, Mirinda и других. Аналогичное решение приняла The Coca-Cola Company, владеющая, среди прочих, брендами Coca-Cola, Fanta, Sprite, Bonaqua, «Добрый», «Моя семья». Летом 2022 года российское подразделение The Coca-Cola Company переименовано в Multon Partners (ООО «Мултон партнерс»). Компания вывела на рынок серию газированных напитков «Добрый», среди которых — «Добрый Cola», который является заменой Coca-Cola[100].
- Американская корпорация Yum! Brands, владеющая брендами KFC и Pizza Hut, объявила о приостановке своей деятельности в России.
- 14 марта американская сеть ресторанов быстрого питания McDonald’s закрыла свои рестораны на территории России. 16 мая компания объявила, что продаёт свой бизнес (850 ресторанов быстрого питания, в том числе и те, которые работают по франшизе) и окончательно уходит из страны. Генеральный директор компании Крис Кемпчински заявил, что сохранение здесь бизнеса «более нецелесообразно и не соответствует ценностям McDonald’s» — при этом сеть пообещала продолжить платить зарплату 62 тысячам российских работников вплоть до заключения сделки. McDonald’s работал в России 32 года: первый ресторан сети открылся в Москве на Пушкинской площади 31 января 1990 года и, по мнению многих, обозначил начало новой эры в истории страны, став своеобразным символом новых взаимоотношений с Западом, основанных на доверии и партнёрстве. Так, по словам профессора политологии Университета Массачусетса в Амхерсте Пола Масгрейва, «Когда первый „Макдональдс“ открылся в Советском Союзе в 1990 году, это был момент, который люди восприняли как окончание холодной войны и напряжённых отношений с Западом, — сейчас же уход „Макдональдса“ можно рассматривать как начало очень долгого периода, который займёт годы, а может даже десятилетия, когда Россия и Запад не смогут сотрудничать в коммерческом или экономическом плане»[101]. 12 июня, после продажи бизнеса российскому предпринимателю Александру Говору, бывшие площади «Макдональдса» начали использоваться для сетевых ресторанов быстрого питания «Вкусно — и точка».
- В середине марта о прекращении своей деятельности в России заявила финская сеть ресторанов быстрого питания Hesburger. Франшиза в России принадлежала мясопромышленной компании «Останкино».
- 4 мая российское подразделение финского производителя кофе Paulig Group было продано частному инвестору, топ-менеджеру компании Milagro (ООО «Милагро Бевередж Компани»), гражданину Индии Викасу Сои (Vikas Soi). Новым генеральным директором компании стал Димитри ван Хис (Dimitri van Hees), сменивший на этом посту Ольгу Свечникову. Также произошла смена названия юридического лица с ООО «Паулиг Рус» на ООО «МилФудс».
- 16 августа швейцарский производитель шоколада Lindt & Sprüngli Group объявил об уходе с российского рынка.
- 21 ноября Reuters сообщил о кафе Krunchy Dream, открывшихся взамен ушедшего с российского рынка Krispy Kreme[102].

#### Импорт российских товаров
- В Литве, Латвии и Эстонии большинство супермаркетов отказалось от продажи не только российских и белорусских продуктов, но и газет и журналов. К бойкоту присоединились такие сети супермаркетов, как Coop, Rimi, Maxima и Barbora[103][104][105].
- Финская, шведская и норвежская алкогольные монополии Alko, Systembolaget и Vinmonopolet прекратили продажу российской алкогольной продукции[106][107].
- Два основных финских ретейлера, S-Group и Kesko, а также крупнейшая в Норвегии группа ретейлеров Norgesgruppen (владеющая продуктовыми магазинами Meny, Kiwi, Joker и Spar) убрали российские товары со своих полок[108][109].
- В Дании большинство супермаркетов убрало все российские продукты[110][111].
- В Канаде советы по контролю над спиртными напитками нескольких провинций, в том числе Совет по контролю за алкоголем Онтарио[112], Société des alcools du Québec[113], Корпорация по производству спиртных напитков Ньюфаундленда и Лабрадора[114], Манитобская корпорация по производству спиртных напитков и лотерей[115] и Nova Scotia Liquor Corporation[116] постановили убрать российскую алкогольную продукцию из розничных магазинов[117]. Правительство Британской Колумбии прекратило импорт российской алкогольной продукции, а Совет по контролю за алкогольной продукцией Онтарио объявил об изъятии российского спиртного у всех 679 розничных продавцов спиртных напитков, находящихся в его юрисдикции[118].
- В США штаты Юта и Нью-Гэмпшир подписали указы об изъятии из своих магазинов всего алкоголя российского производства и российских брендов[119][120]. Штат Нью-Гэмпшир также ввёл юридические ограничения на продажу российского спиртного. Кроме того, многие бары, рестораны и розничные торговцы спиртными напитками добровольно убрали российские бренды из своего ассортимента; некоторые также решили поддержать украинские спиртные напитки из солидарности с Украиной[121][122]. Управление по контролю за алкогольными напитками штата Вирджиния постановило забрать из своих магазинов водку из России и поместить её на хранение[123].
- Австралийские ретейлеры, такие как ALDI Australia[124] Coles Group и Endeavor Group, убрали из своих магазинов и сервисов весь алкоголь российского производства. Metcash[англ.] прекратил продажу всей продукции российского производства[125].

## Услуги
- 1 марта международные юридические фирмы White & Case[англ.], Baker McKenzie и Morgan, Lewis & Bockius рассмотрели и закрыли операции; также закончили работу с клиентами, связанными с Россией[126].
- 1 марта базирующиеся в США юридические фирмы Sidley Austin[англ.] и Venable[англ.] прекратили регистрацию для лоббирования финансовых учреждений, находящихся под санкциями[126].
- 3 марта консалтинговая компания KPMG прекратила отношения с некоторыми российскими клиентами[127].
- 4 марта глава Airbnb объявил о приостановке деятельности компании в России и Беларуси[128][129].
- 4 марта стриминговый сервис аудиокниг Storytel прекратил работу в России[130].
- 4 марта было объявлено, что финский холдинг S-Group, который управляет 16 супермаркетами Prisma и тремя отелями Sokos в Санкт-Петербурге, сворачивает всю операционную деятельность в России. 16 июня X5 Group сообщила о приобретении магазинов ушедшей из России финской сети Prisma.
- 6 марта гостиничная сеть Marriott закрыла офис и остановила инвестиции в России[131], а 3 июня объявила об остановке деятельности[132].
- 8 ноября Financial Times сообщил, что группа партнеров PricewaterhouseCoopers на Кипре ушла, чтобы обслуживать клиентов из России, от которых отказалась компания[133][уточнить].

## Образование и исследования
- Немецкий исследовательский фонд[134], Национальный центр научных исследований Франции (CNRS)[135] и Европейская организация по ядерным исследованиям (CERN)[136] заморозили научное сотрудничество с Россией. CERN аннулировала статус наблюдателя для РФ[137].
- 24 марта Европейское космическое агентство приостановило сотрудничество с Россией в рамках миссии «ЭкзоМарс» и отменило запуск космического аппарата, запланированный на 2022 год[138].
- 2 марта Европейская комиссия приостановила все выплаты российским учреждениям, участвующим в исследовательских проектах, финансируемых ЕС[139], и остановила связи с российскими организациями в отрасли инноваций и технологий[137].
- Правительства ряда европейских стран, в том числе Германии, Нидерландов и Швеции, остановили совместные с Россией исследовательские проекты[140]. Министр науки Великобритании объявил о пересмотре всего финансирования исследований от правительства Великобритании российским бенефициарам[134]. Общеевропейская федерация академий наук ALLEA[англ.] приостановила членство России и Беларуси[137].
- Европейская комиссия остановила связи с российскими организациями в отрасли инноваций и технологий[137].
- 3 марта Массачусетский технологический институт прекратил сотрудничество с созданным при его поддержке Фондом «Сколково»[141].
- 3 марта Международный математический союз перенёс в онлайн-режим Международный конгресс математиков, который первоначально планировалось провести в Санкт-Петербурге[142]. Международный конгресс антропологов и этнологов, который должен был пройти в том же городе, был отменён[143][144].
- Journal of Molecular Structure[англ.] прекращает рассмотрение любых рукописей, представленных учёными из российских учреждений[134].
- 10 марта компания Clarivate Analytics приостановила оценку новых российских и белорусских журналов на своей платформе Web of Science[137].
- 6 марта образовательные платформы Coursera и EdX прекратили сотрудничество с Россией[145]. Обе платформы приостановили публикацию контента от российских ВУЗов. Coursera предоставила украинским ВУЗам и студентам бесплатный доступ к тысячам своих курсов и проектов; над тем же работает EdX вместе с МОН Украины[146].
- В некоторых международных научных журналах перестали принимать статьи из России[140][144].
- Немецкий Альянс научных организаций[нем.] во главе с Немецким исследовательским фондом DFG, включая Конференцию ректоров Германии, выступил с заявлением о прекращении любого сотрудничества с российскими учреждениями и бизнес-компаниями и прекращении всех совместных научных мероприятий. Кроме того, они продолжат сотрудничество с украинскими учреждениями и поддержат студентов и учёных, которые вынуждены покинуть свою страну из-за российского вторжения[147].

## Энергия
- 2 марта ExxonMobil разорвала деловые связи с Россией и объявила, что не будет инвестировать в новые разработки в стране[148].
- BP (27 февраля) и Equinor (28 февраля) объявили о своём отказе от российских разработок. 1 марта Shell сделала аналогичное заявление, в том числе о поддержке проекта газопровода Nord Stream 2[149], а затем Shell[150] и BP[151] объявили о прекращении покупки нефти и газа из России. 25 мая 2022 года Equinor свернула сотрудничество с «Роснефтью» и вышла из четырёх совместных предприятий в России[152].
- 1 марта Centrica объявила о выходе из соглашений о поставках газа с Россией[153].
- 2 марта General Electric приостановила работу в России[154].

## Развлечения
- 28 февраля британский веб-ресурс для взрослых OnlyFans заморозил доступ к счетам моделей из России и Беларуси, а также лишил пользователей возможности подписываться на их аккаунты и продлевать подписку[155].
- The Walt Disney Pictures, Warner Bros. Pictures, Sony, Paramount Pictures и Universal Pictures объявили о приостановке кинотеатральных релизов в России, в том числе фильмов «Бэтмен», «Морбиус», «Соник 2 в кино» и «Я краснею»[156][157][158]. По словам главного редактора «Бюллетеня кинопрокатчика» Александра Нечаева, фильмов российских и независимых компаний не хватит, чтобы компенсировать потери, что может привести к массовому закрытию кинотеатров[159]. В июле 2022 года Universal Pictures объявила о полном уходе с российского рынка и закрытии российского офиса.
- 28 февраля Netflix объявил, что не будет добавлять к своему сервису 20 российских пропагандистских каналов, несмотря на требование сделать это по российскому законодательству[160], 3 марта приостановил все проекты в России[161], 6 марта объявил о приостановке работы в России[162], 23 марта удалил своё приложение на App Store и Google Play в России[163]. Это ударило и по самой компании: она потеряла 700 000 подписчиков, что наряду с другими причинами привело к падению её акций и рыночной стоимости[164].
- 3 марта Roku[англ.] удалила контролируемую Россией телекомпанию RT из своих магазинов в США и Европе[165].
- 4 марта Каннский кинофестиваль и Венецианский кинофестиваль заявили, что не будут приглашать на свои мероприятия российскую делегацию[166][167].
- В начале марта об отказе в приёме конкурсных работ от участников из России в 2022 году заявил Международный фестиваль креативности «Каннские львы»[168].
- 2 марта Кинофестиваль в Глазго[англ.] исключил из своей программы два российских фильма: «Без оглядки назад» и «Казнь», которые получают российское финансирование[169].
- 1 марта Национальная ассоциация руководителей телевизионных программ запретила российским компаниям участвовать в международной телевизионной выставке в Венгрии[170].
- 1 марта Европейская киноакадемия бойкотировала все российские фильмы[171].
- 1 марта BBC Studios, All3Media[англ.] и ITV Studios[англ.] прекратили вести дела с Россией, включая лицензирование шоу для российских клиентов[172].
- 25 февраля Европейский вещательный союз исключил Россию из участия в песенном конкурсе «Евровидение-2022», при этом организаторы заявили, что её включение может «навредить репутации конкурса»[173][174][175]. На недопуске России настояли представители сразу ряда европейских стран — Финляндии[176], Латвии (группа «Citi Zēni»), Дании (Датское радио), Польши (TVP), Норвегии (NRK), Нидерландов (AVROTROS), Литвы (Литовское национальное радио и телевидение), Эстонии (ERR), Исландии (RUV)[177].
- 3 марта Spotify закрыл свой российский офис и удалил весь контент из российских государственных СМИ[165].
- Компания — разработчик компьютерных игр Electronic Arts удалила сборную России по футболу из своих игр FIFA 22, FIFA Mobile и FIFA Online, а также удалила сборные России и Беларуси по хоккею с шайбой из NHL 22[178]. 4 марта компания объявила о прекращении продажи игр, дополнительного контента и внутриигровой валюты на территории России и Беларуси[179][180].
- 4 марта в Steam закрыли оплату картами российских банков[181], позднее — отключили все методы оплаты в рублях (без учёта PayPal, тоже покинувшего российский рынок). Nintendo eShop перевели в режим «технического обслуживания» из-за блокировки платёжной системы, проводившей платежи в российских рублях[182].
- Запретили продажи своих игр на территории России компании CD Projekt RED, Electronic Arts, Rockstar Games и Activision Blizzard[183].
- 7 марта Ubisoft приостановили продажи цифровых и физических копий игр[184][185][186].
- 9 марта Supercell запретил в России скачивание своих игр и прекратил доступ к ним в следующих обновлениях[187]. Спустя год он заблокировал все свои игры на территориях России и Беларуси[188].
- 4 марта Sony Interactive Entertainment приостановили поставки игровых консолей PlayStation 4 и PlayStation 5 в Россию, а также приостановили работу PlayStation Store на территории РФ[189][190].
- Discovery Channel с 9 марта прекратил вещание 15 своих телеканалов в России[191].
- 6 марта TikTok закрыл возможность проведения прямых трансляций и загрузки нового видеоконтента для пользователей из России.
- 11 марта YouTube заблокировал доступ по всему миру к каналам, связанным с российскими финансируемыми государством СМИ, сославшись на политику, запрещающую контент, который отрицает, преуменьшает или упрощает хорошо задокументированные события насилия.
- Международная федерация кошек (FIFe) запретила до конца мая 2022 года ввоз и регистрацию в базе родословных для кошек, выращенных в России, а также участие в любых своих выставках, проводимых за пределами России для кошек, выращенных в России или принадлежащим российским гражданам[192][193].
- 12 марта компания Niantic ограничила доступ к своим играм Pokémon Go и Ingress на территории России и Беларуси, убрав все игровые элементы на территории стран.
- Также в поддержку Украины по собственной инициативе выступили студии[186] Wargaming[194][195]; 11 bit studios[196]; CD Projekt[197], Blizzard[198][199] и Bungie[197].
- 15 марта украинская игровая студия GSC Game World ушла с российского рынка[200].

## Культура
- После начала вторжения свои концерты в России отменили Бьорк, Пласидо Доминго, Imagine Dragons, Iron Maiden, The Killers, Uriah Heep, Rammstein и другие[201].
- Группа Pink Floyd в знак осуждения российской агрессии удалила все свои произведения, созданные с 1987 года, и все сольные записи Дэвида Гилмора со всех стриминговых платформ, доступных в России и Беларуси[202].

## Спорт
- 25 февраля Международный олимпийский комитет (МОК) призвал международные спортивные федерации либо перенести, либо отменить любые спортивные мероприятия, запланированные в России или Беларуси[203][204]. Также он рекомендовал разрешить белорусским и российским спортсменам и командам соревноваться только в нейтральном статусе[205].
- С 26 февраля по 3 марта Всемирная федерация стрельбы из лука[206], Международная ассоциация легкоатлетических федераций, Международный союз биатлонистов[207], Международный союз велосипедистов[208], Всемирная федерация бадминтона[209], Международная федерация каноэ[210], Международный союз современного пятиборья[211], Всемирная федерация гребли[212], Всемирная федерация регби[213], Международная ассоциация сёрфинга[214], Международная федерация волейбола[215], Международная федерация гимнастики[216], Международная федерация университетского спорта[217] и Международная федерация плавания[217] выступили с заявлениями о запрете российским и белорусским спортсменам участвовать в своих мероприятиях. Также организация объявила об отмене «всех мероприятий ITF, проходящих в России, на неопределённый срок» и переносе турнира ITF World Tennis Tour M15, который должен пройти на Украине[218].
- 25 февраля УЕФА (европейский руководящий орган по футболу) принял решение о переносе финала Лиги чемпионов из Санкт-Петербурга в Сен-Дени (Франция) после заседания исполнительного комитета органа[219][220]. 26 февраля сборные Польши, Чехии и Швеции по футболу отказались играть против сборной России[221]. 27 февраля ФИФА объявила, что российская сборная должна будет играть как «Российский футбольный союз» без флага и гимна; кроме того, любые «домашние» игры будут проходить на нейтральном поле без болельщиков[222]. Но 28 февраля, после критики своего решения[223], ФИФА, к которой присоединился УЕФА, отстранила российские команды от участия в международных играх на сезон 2022/2023 (отстранение сборной России от участия в Чемпионате мира и Лиге наций и отстранение российских клубов от участия в еврокубках)[224].
- 24 февраля Ассоциация теннисистов-профессионалов (АТП) объявила о переносе турнира St. Petersburg Open 2022 из Санкт-Петербурга в Нур-Султан, Казахстан[225].
- 25 февраля Формула-1 отменила Гран-при России 2022 года, а чемпионы мира Себастьян Феттель и Макс Ферстаппен назвали «неправильным» решение участвовать в российских гонках[226][227]. Позднее был расторгнут контракт на проведение Гран-при России, который действовал до 2025 года[228].
- 3 марта Международная автомобильная федерация разрешила участие спортсменов из России и Беларуси только в нейтральном статусе и запретила участие национальных команд, также запрещено проведение международных соревнований в России и Беларуси[229].
- 27 февраля Международная федерация дзюдо приостановила статус президента Владимира Путина как «почётного президента и посла Международной федерации дзюдо»[230].
- 28 февраля Национальная хоккейная лига объявила, что приостанавливает все деловые отношения с Россией, приостанавливает работу русскоязычных веб-сайтов и не будет проводить соревнований в России в будущем.
- 3 марта Международная федерация хоккея с шайбой отстранила от участия в соревнованиях все национальные и клубные сборные России и Беларуси и лишила Россию право проведения молодёжного чемпионата мира 2023 и Чемпионата мира 2023[205][231][232].
- Финский хоккейный клуб «Йокерит» и латвийское «Динамо Рига» отдельно объявили, что выйдут из высшей российской Континентальной хоккейной лиги[233][234][235].
- 3 марта Международная федерация хоккея на траве приняла решение об отстранении России от участия в женском чемпионате мира по хоккею на траве среди юниоров, который прошёл в ЮАР[236].
- 3 марта Международная шахматная федерация запретила использование российских и белорусских флагов на международных шахматных мероприятиях, прекратила спонсорство компаний, находящихся под санкциями России и Беларуси, и открыла заявки на проведение 44-й шахматной олимпиады другими странами. Кроме того, она лишила Анатолия Карпова звания пожизненного посла ФИДЕ[237].
- 28 февраля ФК «Шальке-04» завершил спонсорское соглашение с российской нефтегазовой компанией «Газпром»[238]. Также ФИДЕ объявила о переносе места проведения 44-й шахматной олимпиады, которая должна была состояться в Москве[239].
- Международная федерация плавания лишила Владимира Путина ордена FINA, вручённого ему в 2014 году, и объявила о том, что спортсмены России и Беларуси смогут выступать на соревнованиях только в нейтральном статусе[240][241]. FINA приостановила Мировую лигу FINA по водному поло, которая должна была состояться в Санкт-Петербурге 8 марта, а также Мировую серию FINA по прыжкам в воду и Мировую серию FINA по спортивному плаванию, которые должны были пройти в Казани с 8 по 10 апреля. Также отменён чемпионат мира по плаванию среди юниоров. FINA наблюдает за ситуацией на Украине, чтобы решить судьбу других соревнований, которые должны состояться позже[242][243].
- 25 февраля Международная федерация спортивного скалолазания объявила о приостановке Кубка мира по боулдерингу и скорости в Москве с 1 по 3 апреля с намерением перенести мероприятие[244].
- 3 марта Баскетбольная Евролига приостановила участие российских команд как в Евролиге 2021-22 (ЦСКА Москва, УНИКС Казань, Зенит Санкт-Петербург), так и в Еврокубке 2021-22 (Локомотив-Кубань, Краснодар)[245].
- 3 марта ФИБА (международный руководящий орган по баскетболу) приостановила участие российских сборных и официальных лиц в соревнованиях ФИБА по баскетболу и баскетболу 3×3 до дальнейшего уведомления[246]. Женская сборная России была исключена из Чемпионата мира по баскетболу 2022.
- 1 марта AusCycling объявил, что ни одна российская или белорусская команда не будет допущена к участию в чемпионате мира UCI по шоссейным гонкам[247]. British Cycling также запрещает гонщикам из России и Беларуси участвовать во всех своих велосипедных соревнованиях[248]. Королевский союз велосипедистов Нидерландов запретил российским и белорусским гонщикам участвовать в любых гонках в Нидерландах[249].
- Чемпионат мира по конькобежному спорту и чемпионат мира по фигурному катанию среди юниоров дисквалифицировали всех российских и белорусских спортсменов[250].
- 3 марта Международная лыжная федерация отменила все лыжные соревнования в России[251], в то время как Норвежская лыжная федерация сообщила российским спортсменам: «Мы не хотим вашего участия» в предстоящих мероприятиях[252].
- 28 февраля Всемирная федерация кёрлинга предложила правило о запрете участия российских спортсменов в соревнованиях и переносе чемпионата Европы по кёрлингу 2022 из Перми[253].
- 27 февраля Международная федерация конного спорта отменила все мероприятия в России и Беларуси[254].
- 4 марта Международная федерация фехтования запретила всем российским и белорусским спортсменам участвовать в соревнованиях. Украина отказывается от участия в Кубке мира по фехтованию 2022, чтобы не встретиться с Россией[255].
- 3 марта Всемирная федерация каратэ перенесла Премьер-лигу каратэ-1 2022 из Москвы[256].
- 3 марта Всемирная федерация сквоша перенесла чемпионат мира по сквошу среди юниоров 2022 года из Санкт-Петербурга[257].
- 2 марта Всемирная федерация тхэквондо запретила российским спортсменам участвовать в своих мероприятиях и больше не будет организовывать или признавать соревнования в России и Беларуси[258]. Кроме того, она лишила Владимира Путина почётного чёрного пояса, присвоенного ему в 2013 году[259]. Аналогичное решение приняла Международная федерация тхэквондо[260].
- 1 марта Международный союз конькобежцев запретил спортсменам из России и Беларуси принимать участие в своих международных соревнованиях до дальнейшего уведомления, что лишило фигуристов права на участие в чемпионате мира по фигурному катанию 2022 года[261].
- 1 марта 2022 года ITTF сообщила об отстранении спортсменов России и Беларуси от всех соревнований по настольному теннису под эгидой ITTF в связи с вторжением России на Украину[262].
- 27 июля 2022 года ITTF объявила, что команды России и Беларуси по настольному теннису не будут принимать участия в финалах чемпионата мира 2022 года[263].
- 16 ноября 2022 года Международный паралимпийский комитет на внеочередном заседании своей генассамблеи приостановил членство Паралимпийского комитета России. Было также решено приостановить членство Беларуси[264]. Спортсмены из обеих стран были отстранены от участия в зимней Паралимпиаде 2022 года ещё 3 марта[265]. 29 сентября 2023 года Международный Паралимпийский комитет разрешил российским спортсменам принять участие в Паралимпийский играх в 2024 году в Париже в нейтральном статусе[266].

## Киберспорт
- 1 марта украинская киберспортивная организация NAVI разорвала партнёрство с российской киберспортивной организацией ESForce. В состав компаний ESForce Holding входят RuHub, Epic Esports Events, Cybersport.ru и Virtus.pro[267].
- 1 марта BLAST Premier отменил предстоящий квалификационный турнир для региона СНГ и запретил российским командам посещать свои мероприятия в «обозримом будущем»[268].
- 4 марта NFT-платформа DMarket, связанная с Natus Vincere, заблокировала аккаунты пользователей из России и Беларуси (изначально при входе в аккаунт появлялось сообщение об удалении, а не о блокировке), а также принудительно списала деньги на их балансе в пользу Вооружённых сил Украины[269][270]. Российский рубль удалён с веб-сайта. По данным самого DMarket, виртуальные ценности остаются привязаны к учётным записям пользователей, но доступ к ним заморожен[271].

## Ответные действия российского правительства
Инвесторы из списка стран, объявленных российским правительством недружественными, должны будут вносить в российский бюджет 10 % от суммы, вырученной от продажи российских активов. В соответствии с документом, опубликованным на сайте Министерства финансов 27 марта 2023 года, правительственная комиссия по контролю за иностранными инвестициями внесла соответствующие изменения в требования к продаже активов с участием иностранных граждан из стран, которые ввели санкции против России и которые Россия называет «недружественными». Платёж назван обязательным добровольным [sic] взносом. По оценке Reuters, это осложнит жизнь компаниям с Запада, планирующим уйти с российского рынка.
Bloomberg назвал меру деликатной для международных компаний, поскольку те стремились отвести от себя подозрения во вливаниях в российский военный бюджет. Подчеркивалось, что США предупредили американские компании, что при продаже активов в России им необходимо получить специальную лицензию от Управления по контролю за иностранными активами Министерства финансов.
Bloomberg сообщил, что зарубежные компании с чистой доналоговой прибылью более 1 млрд рублей, намеревающиеся уйти из РФ, должны будут заплатить с неё разовый сбор в 10 %. В ином случае эта сумма может быть заложена в дисконт сделки по продаже предприятия российскому собственнику. Предполагается, что 2023 году доходы от этих операций могут принести в бюджет РФ до 150 млрд рублей.
По информации Financial Times, в начале июня 2023 года Владимир Путин дал правительству секретное поручение по разработке закона о приоритетном праве государства на приобретение западных активов со значительными скидками. Это усложнит выход западным компаниям из страны и станет одной из ответных мер Владимира Путина на американские и европейские санкции. В дальнейшем эти активы планируется перепродавать российским компаниям для получения прибыли в бюджет. Также обсуждаются более жёсткие меры по национализации зарубежных активов, угроза которой станет частью метода кнута и пряника для наказания западных стран, захвативших российские активы и поощрения тех, кто играет по правилам Москвы.

## Последствия бойкота
- Бухгалтерские убытки компании BP после выхода из российских активов, включая отказ от доли в компании «Роснефть», составили 25,5 млрд долларов, что является крупнейшим финансовым ударом среди компаний, покидающих Россию после её вторжения на Украину.
- Французская компания TotalEnergies SE, заявившая о частичном прекращении своей деятельности в России, сообщила о бухгалтерских издержках в размере 4,1 млрд долларов. Компания объясняет это санкциями в отношении проекта «Арктик СПГ-2».
- Компания Exxon, свернувшая свои проекты на Сахалине, заявила о бухгалтерских расходах в 3,4 млрд долларов.
- Shell заявила, что после разрыва контрактов с Газпромом и другими энергетическими компаниями ожидаемые убытки составят 5 млрд долларов[276][277]. Ранее компания Shell заявила, что закроет 500 бензоколонок в России и выйдет из всех проектов, связанных с российскими нефтью и газом[278].
- После начала войны группа Societe Generale сообщала о прекращении банковской и страховой деятельности в России. Убыток французской банковской группы Societe Generale от деятельности в России за I квартал составил 113 млн евро[279]. Также компания Societe General, планирующая продать контрольный пакет Росбанка, анонсировала убытки в размере 5 млрд долларов.
- Компания Volvo заявила, что выделила 423 млн долларов на покрытие убытков, связанных с уходом с российского рынка.
- Компания JP Morgan заявила, что ожидаемый размер убытков — около 1 млрд долларов[280].
- Норвежская компания Equinor, свернувшая все проекты в России и прекратившая торговать российской нефтью в марте, зафиксировала убытки в объёме 1,8 млрд евро.
- Австралийская энергетическая компания EVV, покинувшая Россию, оценила убытки в 2 млрд евро[281].
- Бельгийская пивоваренная компания AB INBEV, планирующая продать долю в компании AB InBev Efes, зафиксировала убытки в размере 1,1 млрд евро[282].
- Японский автопроизводитель Nissan Motor Co. оценил собственные убытки от ухода с российского рынка в 100 миллиардов иен (687 миллионов долларов)[283].
- 11 ноября 2022 года Reuters сообщил, что российская телекоммуникационная компания Tele2 начала судебное разбирательство в Москве против Ericsson в связи с отказом шведской фирмы соблюдать контрактные обязательства о поставке оборудования[284].
- 11 мая 2023 года группа Fortum заявила, что полностью спишет стоимость своих российских активов и зафиксирует убытки в размере 1,7 млрд евро[285].
- 18 мая 2023 года страховая компания Allianz завершила сделку по продаже мажоритарного пакета своих операций в России местной фирме «Интерхолдинг». Компания заявила, что сохранит 49,9 % акций своего российского бизнеса и что частичная продажа приведет к сокращению чистой прибыли на 400 млн евро[286].
- По информации Financial Times, убытки европейских компаний от деятельности в России с начала вторжения на Украину составили не менее 100 млрд евро. Годовые отчёты за 2022 год и финансовые отчёты за 2023 год показали, что убытки понесли не менее 176 компаний. Половину от указанной суммы составили потери компаний из энергетического и коммунального секторов, половину — автомобильные компании, представители химического и промышленного секторов, а также банки. Самые большие убытки, более 20 млрд евро, понесли компании из Великобритании, Германии и Франции[287][288].
- По информации на начало декабря 2023 года, согласно исследованию Йельского университета, в России продолжают работать 552 иностранные компании. 502 компании приостановили свою деятельность в стране, не оставляя возможность вернуться на рынок. Это подтверждает высказывание Дмитрия Пескова о том, что количество оставшихся в России иностранных компаний больше, чем количество покинувших РФ. Исследования Киевской школы экономики дают схожие оценки[289].
- Согласно исследованию, проведённому Reuters, к концу марта 2024 года объём потерь и недополученных выгод компаний, ушедших из России после начала вторжения России на Украину, составил 107 млрд долларов США[290].
- Согласно исследованию Financial Times, западные банки в 2023 году заплатили в российскую казну налогов на 800 млн долларов США, что превышает показатели до начала вторжения в 4 раза. Совокупная прибыль банков составила 3 млрд долларов[291].